# Boubacar Fofana (Fußballspieler, 1989)
Boubacar Fofana (* 6. November 1989 in Conakry) ist ein guineischer Fußballspieler. Er spielt vorrangig als defensiver Mittelfeldspieler.

## Karriere
Boubacar Fofana begann seine Karriere in Portugal. Ab Juli 2008 stand er beim Drittligisten CD Pinhalnovense unter Vertrag. Dort kam er jedoch nur einmal zum Einsatz. Daher wechselte er im Januar 2009 zum Ligakonkurrenten SC Praiense. Dort wurde er zu einer wichtigen Stammkraft. In eineinhalb Jahren absolvierte er sechsunddreißig Spiele und erzielte vier Tore. Im Sommer 2010 unterschrieb er einen Dreijahresvertrag beim Ligakonkurrenten Gondomar SC. Nach einer guten Saison, in der er in 27 Spielen drei Tore erzielte, wurde er im Juli 2011 für ein halbes Jahr an den türkischen Zweitligisten Kartalspor ausgeliehen. Dort konnte er sich jedoch nicht durchsetzen und kam nur dreimal zum Einsatz. Daher kehrte er Ende Dezember zu Gondomar SC zurück. Ende Januar 2012 bestritt Fofana ein Probetraining beim abstiegsbedrohten deutschen Zweitligisten Karlsruher SC. Dort kam er auch am 31. Januar 2012, dem letzten Tag der Transferperiode, in einem Testspiel gegen den SV Darmstadt 98 (2:5) zum Einsatz. Obwohl er nicht überzeugend spielte, wurde er für ein halbes Jahr auf Leihbasis verpflichtet. Zudem sicherte sich der KSC eine Kaufoption. Jedoch konnte Fofana sich auch beim KSC nicht durchsetzen und kam nicht zum Einsatz. Nach der Saison kehrte er zu Gondomar SC zurück. Nachdem er dort seinen Vertrag Anfang September 2012 aufgelöst hatte, trainierte er zunächst bei Benfica Lissabon B mit. Es kam jedoch nicht zu einer Verpflichtung. Im Oktober 2012 wurde er dann vom portugiesischen Zweitligisten CD Tondela verpflichtet. Er unterschrieb einen Einjahresvertrag bis Ende Juni 2013 mit einer Option auf Verlängerung. Seine weiteren Stationen waren Marítimo Funchal, Vereine in Saud-Arabien und Rumänien.